# Zeemansgids

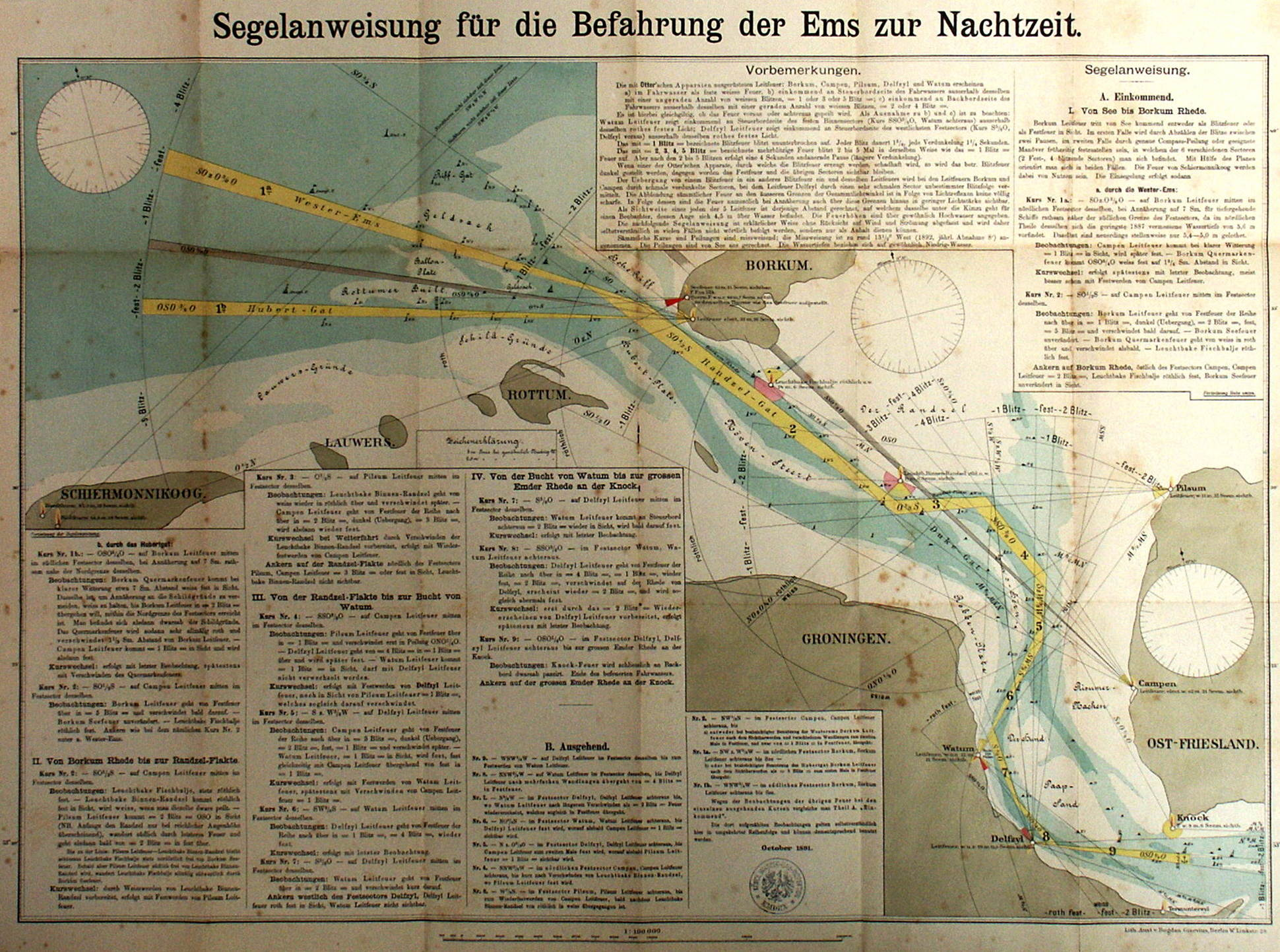
Zeilaanwijzing (pilot chart) uit 1891 voor het bevaren van de Eems bij nacht

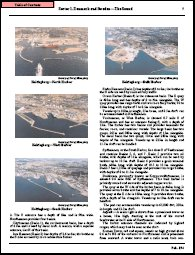
Een pagina uit een moderne zeemansgids.

Een zeemansgids of zeilaanwijzing (pilot) is een boekwerk dat de zaken beschrijft die nodig zijn voor een veilige navigatie van een bepaald gebied als aanvulling op de zeekaart en andere nautische publicaties. Een zeemansgids bevat gegevens over klimaat, watergetijden, getijstromen en zeestromen, maar geeft ook aanbevolen routes, veilige ankerplaatsen, beschrijvingen van kenbare punten en beschikbare diensten in een haven als beloodsing, bunkerstations, scheepshandelaren, scheepswerven en medische faciliteiten. Daarmee zijn zeemansgidsen van groot belang bij de reisvoorbereiding. Ze worden vervaardigd door de hydrografische diensten van maritieme landen, waarbij enkele diensten een wereldwijde dekking bieden, zoals UKHO (admiralty) en NGA.
Speciale uitgaven van de Admiralty zijn de Mariners Handbook, de Ocean Passages for the World en routekaarten (pilot charts). De eerste geeft uitleg bij het gebruik van kaarten en boekwerken, meteorologie en oceanografie en navigatie. De tweede beschrijft de routes die niet in de andere pilots worden gegeven; die voor oceaanoversteken. De laatste zijn kaarten, die ook als zeilaanwijzing bekendstaan, waarin beknopt aanwijzingen staan weergegeven hoe door een gebied te varen, vergelijkbaar met de zeemansgids. Voor de navigatie zijn deze kaarten niet geschikt, daarvoor bevatten ze te weinig informatie.